# Konjak (E425)
A konjak (E425) egy élelmiszeripari adalékanyag, mely konjak-gumi (E425i) és konjak-glükomannán (E425ii) keveréke. Elsősorban emulgeálószerként alkalmazzák.

## Konjak-gumi
A konjak-gumi (E425i) egy vízben nagyon jól oldódó hidrokolloid, melyet a leopárdkontyvirág (Amorphophallus konjac) gumójából előállított lisztből, víz hozzáadásával nyernek. Fő alkotóeleme a glükomannán, mely 1,6:1,0 moláris arányban D-glükóz és D-mannóz egységekből áll. Ezek β(1→4) kapcsolatot alkotnak. Az oldalláncok β(1→3) glikozidkötést alkotnak. Véletlenszerű gyakorisággal acetilcsoportok is találhatók a molekulaláncban. A glükomannán molekulatömege 200 000 és 2 000 000 között van. Vízben jól oldható, 4,0 és 7,0 pH között erősen viszkózus oldatot képez.

## Konjak-glükomannán
A konjak-glükomannán (E425ii) a konjak-gumi alkohollal tisztított változata. Fő alkotóeleme a glükomannán, mely 1,6:1,0 moláris arányban D-glükóz és D-mannóz egységekből áll. Ezek β(1→4) kapcsolatot alkotnak. A molekulalánc körülbelül minden 50. vagy 60. egységnél elágazik. Körülbelül minden 19. egység acetilezett.
Vízben jól oldható, 5,0 és 7,0 pH között erősen viszkózus oldatot képez.